# Kameralamt Neuffen
Das Kameralamt Neuffen war eine Einrichtung des Königreichs Württemberg, die im Amtsbezirk Besitz und Einkommen des Staates verwaltete. Es bestand von 1806 bis 1922 in Neuffen. Das Kameralamt wurde im Rahmen der Neuordnung der Staatsfinanzverwaltung im Königreich Württemberg geschaffen.

## Geschichte
Das Amt war während seines Bestehens nur geringen Veränderungen unterworfen. Ab 1843 deckte sich der Kameralbezirk Neuffen mit dem Oberamtsbezirk Nürtingen.
Im Rahmen der Gleichstellung der Kameralbezirke mit den Oberamtsbezirken wurden mit Verfügung des Finanzministeriums vom 6. April 1835 die Orte Unterensingen vom Kameralamt Nellingen und Grabenstetten vom Kameralamt Urach übernommen. Durch Verordnung vom 6. März 1843 kam Grabenstetten wieder an das Kameralamt Urach zurück. Gleichzeitig wurde vom Kameralamt Tübingen der Ort Altenriet an das Kameralamt Neuffen abgetreten. 